# Wahlen 2011
◄◄ | ◄ | 2007 | 2008 | 2009 | 2010 | Wahlen 2011 | 2012 | 2013 | 2014 | 2015 | ► | ►►

Weitere Ereignisse
Die hier aufgelisteten Wahlen und Referenden fanden im Jahr 2011 statt oder waren für das angegebene Datum vorgesehen. „Direktwahl“, „Referendum“ oder „Volksbegehren“ bedeutet eine Wahl durch alle wahlberechtigten Einwohner eines Landes oder einer Region, „indirekte Wahl“ meint eine Wahl durch Staatsorgane wie z. B. Parlamente oder Gremien aus Wahlmännern. Bei weitem nicht alle der hier aufgeführten Wahlen wurden nach international anerkannten demokratischen Standards durchgeführt. Enthalten sind auch Scheinwahlen in Diktaturen ohne Alternativkandidaten oder Wahlen, deren Ergebnisse durch massiven Wahlbetrug oder ohne fairen, gleichrangigen Zugang der konkurrierenden Kandidaten oder Parteien zu den Massenmedien zustande gekommen sind.

## Liste
| Land                         | Datum                             | Wahl | Turnus (Jahre) | letzte Wahl | Art                                                                | Bemerkung |
| ---------------------------- | --------------------------------- | --- | -------------- | ----------- | ------------------------------------------------------------------ | --- |
| Sudan                        | 9. Jan.                           | Unabhängigkeitsreferendum im Südsudan |                |             |                                                                    | siehe auch Referendum über den Status der Region Abyei |
| Zentralafrikanische Republik | 23. Jan.                          | Präsidentschaftswahl | 5              | [ 1 ]       |                                                                    | Stichwahl am 20. März |
| Zentralafrikanische Republik | 23. Jan.                          | Parlamentswahl |                | 2005        |                                                                    | |
| Portugal                     | 23. Jan.                          | Präsidentschaftswahl | 5              |             | Direktwahl                                                         | 1. Wahlgang |
| Niger                        | 31. Jan.                          | Präsidentschaftswahl | –              |             |                                                                    | Nach Annahme des Verfassungsreferendums in Niger 2010 beschlossen. Stichwahl am 12. März |
| Niger                        | 31. Jan.                          | Parlamentswahlen | –              |             |                                                                    | Nach Annahme des Verfassungsreferendums in Niger 2010 beschlossen. |
| Kap Verde                    | 6. Feb.                           | Parlamentswahl | 5              | 2006        |                                                                    | |
| Schweiz                      | 13. Feb.                          | Gesamtschweizerische Abstimmung über die Volksinitiative „Für den Schutz vor Waffengewalt“ |                |             | Volksabstimmung                                                    | |
| Schweiz                      | 13. Feb.                          | Wahlen zum Regierungsrat des Kantons Appenzell Ausserrhoden | 4              | 2007        | Direktwahl                                                         | |
| Schweiz                      | 13. Feb.                          | Ersatzwahl für den Ständerat des Kantons Bern |                |             | Direktwahl                                                         | Ersatzwahl wurde nötig, da Ständerätin Simonetta Sommaruga im September 2010 in den Bundesrat gewählt wurde |
| Deutschland                  | 20. Feb.                          | Bürgerschaftswahl in Hamburg | 4              | 2008        | Personalisierte Verhältniswahl                                     | Neuwahl aufgrund des Scheiterns der schwarz-grünen Koalition |
| Tschad                       | 13. Feb.                          | Parlamentswahl |                |             |                                                                    | |
| Uganda                       | 18. Feb.                          | Präsidentschafts- und Parlamentswahl |                | 2006        |                                                                    | |
| Irland                       | 25. Feb.                          | Unterhauswahlen | 5              | 2007        | Übertragbare Einzelstimmgebung                                     | Die Wahl wurde vorverlegt (regulär wäre der Wahltermin spätestens im Juli 2012 gewesen). |
| Benin                        | 27. Feb.                          | Präsidentschaftswahl |                | 2006        |                                                                    | Stichwahl am 13. März |
| Niederlande                  | 2. März                           | Wahlen zu den Provinzparlamenten | 4              |             | Verhältniswahl                                                     | 566 Mandate in den 12 Provinciale Staten |
| Wales                        | 3. März                           | Dezentralisierungsreferendum in Wales |                |             |                                                                    | |
| Samoa                        | 4. März                           | Parlamentswahl zum Fono | 5              |             | 47 Indirekt durch das Matai-Clan-Wahlsystem und 2 durch Direktwahl | Die 2 Abgeordneten, welche durch Direktwahl gewählt werden, wählen diejenigen aktiv Wahlberechtigten, samoanischen Staatsbürger, welche nicht an das Matai-Clan-System gebunden sind                                                |
| Schweiz                      | 6. März                           | Stichwahl für den Ständerat des Kantons Bern |                |             | Direktwahl                                                         | Stichwahl wurde nötig, da bei der Ersatzwahl am 13. Februar 2011 kein Kandidat das absolute Mehr erreichte |
| Estland                      | 6. März                           | Parlamentswahl zum Riigikogu | 4              | 2007        | Direktwahl                                                         | Stimmabgabe über das Internet möglich |
| Benin                        | 13. März                          | Präsidentschaftswahl |                | 2006        |                                                                    | Stichwahl |
| Schweiz                      | 13. März                          | Kommunalwahlen in den Kantonen Genf und Waadt; Wahl der Gemeinderäte | 4              | 2007        | Direktwahl                                                         | |
| Madagaskar                   | 16. März                          | Parlamentswahl | 5              | 2006        |                                                                    | Termin und Modalitäten der Wahl sollten in einem Referendum am 17. November 2010 festgelegt werden. Am selben Tag putschten jedoch die Militärs, so dass auch der Wahltermin 2011 infrage stand. 2011 wurde keine Wahl durchgeführt |
| Ägypten                      | 19. März                          | Verfassungsreferendum |                |             |                                                                    | Als Ergebnis der Revolution in Ägypten 2011 |
| Deutschland                  | 20. März                          | Landtagswahl in Sachsen-Anhalt | 5              | 2006        | Personalisierte Verhältniswahl                                     | |
| Haiti                        | 20. März                          | Stichwahl zum Präsidenten |                |             |                                                                    | |
| Deutschland                  | 27. März                          | Landtagswahl in Rheinland-Pfalz | 5              | 2006        | Personalisierte Verhältniswahl                                     | |
| Deutschland                  | 27. März                          | Landtagswahl in Baden-Württemberg | 5              | 2006        | Personalisierte Verhältniswahl                                     | |
| Deutschland                  | 27. März                          | Kommunalwahlen in Hessen | 5              | 2006        | Personalisierte Verhältniswahl                                     | |
| Schweiz                      | 27. März                          | Wahlen zum Landrat und Regierungsrat des Kantons Basel-Landschaft | 4              | 2007        | Direktwahl                                                         | |
| Andorra                      | 3. April                          | Parlamentswahl | 4              | 2009        | Direktwahl                                                         | Die Wahl wurde vorverlegt |
| Kasachstan                   | 3. April                          | Präsidentschaftswahl | 5              | 2005        | Direktwahl                                                         | Die Wahl wurde vorverlegt (regulär wäre der Wahltermin im Dezember 2012 gewesen) |
| Schweiz                      | 3. April                          | Wahlen zum Kantonsrat des Kantons Appenzell Ausserrhoden | 4              | 2007        | Direktwahl                                                         | |
| Schweiz                      | 3. April                          | Wahlen zum Kantonsrat und Regierungsrat des Kantons Zürich | 4              | 2007        | Direktwahl                                                         | |
| Nigeria                      | 2. April verschoben auf 4. April  | Parlamentswahlen | 4              | 2007        |                                                                    | Die Wahl wurde verschoben (Wahltermin war zunächst der 13. Januar) |
| Dschibuti                    | 8. April                          | Präsidentschaftswahl |                |             |                                                                    | |
| Schweiz                      | 10. April                         | Wahlen zum Kantonsrat und Regierungsrat des Kantons Luzern | 4              | 2007        | Direktwahl                                                         | |
| Schweiz                      | 10. April                         | Wahlen zum Großen Rat und Staatsrat des Kantons Tessin | 4              | 2007        | Direktwahl                                                         | |
| Peru                         | 10. April                         | Präsidentschafts- und Parlamentswahl in Peru | 5              | 2006        | Direktwahl (Präsidentschaft), Verhältniswahl (Parlamente)          | Stichwahl am 5. Juni |
| Nigeria                      | 9. April verschoben auf 16. April | Präsidentschaftswahl | 4              | 2007        |                                                                    | Die Wahl wurde verschoben (Wahltermin war zunächst der 22. Januar) |
| Benin                        | 17. April                         | Parlamentswahl |                | 2006        |                                                                    | |
| Finnland                     | 17. April                         | Parlamentswahlen zum Eduskunta | 4              | 2007        | Verhältniswahl                                                     | |
| Schweiz                      | 17. April                         | Kommunalwahlen im Kanton Genf; Wahl der Exekutivorgane | 4              | 2007        | Direktwahl                                                         | |
| Tschad                       | 25. April                         | Präsidentschaftswahl |                |             |                                                                    | |
| Japan                        | April                             | Einheitliche Regionalwahlen | 4              | 2007        | Direkt                                                             | 13 Gouverneurswahlen, 44 Parlamentswahlen, Kommunalwahlen |
| Kanada                       | 2. Mai                            | Unterhauswahl |                | 2008        | Relative Mehrheitswahl                                             | |
| Madagaskar                   | 4. Mai                            | Präsidentschaftswahl | 5              | 2006        |                                                                    | Termin und Modalitäten der Wahl sollten in einem Referendum am 17. November 2010 festgelegt werden. Am selben Tag putschten jedoch die Militärs, so dass auch der Wahltermin 2011 infrage steht.                                    |
| Vereinigtes Königreich       | 5. Mai                            | Wahl zum Schottischen Parlament, Wahl zur walisischen Nationalversammlung, Wahl zum Regionalparlament in Nordirland, in Teilen Englands und in Nordirlands finden Gemeinderatswahlen statt und es gibt im ganzen Königreich ein Referendum über die Änderung des Wahlrechts | 4              | 2007        | unterschiedliche Wahlverfahren                                     | [ 21 ] |
| Ecuador                      | 5. Mai                            | Verfassungsreferendum in Ecuador |                |             | [ 22 ]                                                             | |
| Singapur                     | 7. Mai                            | Parlamentswahl in Singapur | 5              | 2006        |                                                                    | |
| Albanien                     | 8. Mai                            | Kommunalwahlen | 4              | 2007        |                                                                    | |
| Schweiz                      | 15. Mai                           | Kommunalwahlen im Kanton Waadt; Wahl der Exekutivorgane (eventuell nötige Stichwahlen dann am 5. Juni) | 4              | 2007        | Direktwahl                                                         | |
| Italien                      | 15. Mai                           | Provinzwahlen |                | 2010        |                                                                    | |
| Italien                      | 15. Mai                           | Kommunalwahlen |                | 2010        |                                                                    | |
| Seychellen                   | 19. Mai                           | Präsidentschaftswahl |                |             |                                                                    | |
| Deutschland                  | 22. Mai                           | Bürgerschaftswahl in Bremen | 4              | 2007        | Verhältniswahl                                                     | zusammen mit den Kommunalwahlen in Bremen |
| Spanien                      | 22. Mai                           | Regional- und Kommunalwahlen | 4              | 2007        | Verhältniswahl                                                     | Regionalwahlen in 13 von 17 Autonomen Gemeinschaften; Lokalwahlen in rund 8.000 Gemeinden |
| Portugal                     | 5. Juni                           | vorgezogene Parlamentswahlen zur Versammlung der Republik | 4              | 2009        | Verhältniswahl                                                     | vorgezogene Neuwahl wegen Regierungsrücktritt |
| Türkei                       | 12. Juni                          | Parlamentswahl zur Großen Nationalversammlung | 4              | 2007        | Verhältniswahl                                                     | |
| Italien                      | 12./13. Juni                      | Referendum mit vier Fragen |                |             |                                                                    | |
| Marokko                      | 1. Juli                           | Verfassungsreferendum |                |             |                                                                    | [ 26 ] |
| Österreich                   | 3. Juli                           | Gemeinderatswahl in St. Pölten | 5              | 2006        |                                                                    | |
| Thailand                     | 3. Juli                           | Parlamentswahl |                |             |                                                                    | |
| São Tomé und Príncipe        | 17. Juli                          | Präsidentschaftswahl | 5              | 2006        | Direktwahl                                                         | |
| Kap Verde                    | Juli 2011                         | Präsidentschaftswahl | 5              | 2006        |                                                                    | |
| Liberia                      | 23. Aug.                          | Verfassungsreferendum | 5              |             |                                                                    | |
| Abchasien                    | 26. Aug.                          | vorgezogene Präsidentschaftswahlen |                |             |                                                                    | |
| Singapur                     | 27. Aug.                          | Präsidentschaftswahl in Singapur | 6              | 2005        |                                                                    | |
| Deutschland                  | 4. Sep.                           | Landtagswahl in Mecklenburg-Vorpommern | 5              | 2006        | Personalisierte Verhältniswahl                                     | zusammen mit den Kommunalwahlen in Mecklenburg-Vorpommern |
| Deutschland                  | 11. Sep.                          | Kommunalwahlen in Niedersachsen | 5              | 2006        | Direktwahl                                                         | |
| Deutschland                  | 11. Sep.                          | Bürgermeisterwahl in Brandenburg | 5              |             | Direktwahl                                                         | |
| Guatemala                    | 11. Sep.                          | Präsidentschafts- und Parlamentswahl in Guatemala | 4              | 2007        |                                                                    | |
| Japan                        | 11. Sep.                          | Gouverneurswahlen in Japan 2011: Iwate |                |             |                                                                    | |
| Norwegen                     | 12. Sep.                          | Kommunalwahlen in Norwegen |                |             |                                                                    | |
| Dänemark                     | 15. Sep.                          | Parlamentswahl in Dänemark: Folketingswahl 2011 |                |             |                                                                    | |
| Lettland                     | 17. Sep.                          | Parlamentswahl | 4              | 2010        |                                                                    | vorgezogene Neuwahl nach Referendum |
| Deutschland                  | 18. Sep.                          | Abgeordnetenhauswahl in Berlin | 5              | 2006        | Personalisierte Verhältniswahl                                     | zusammen mit den Wahlen der Bezirksverordnetenversammlungen |
| Sambia                       | 20. Sep.                          | Wahlen in Sambia | 5              | 2008        |                                                                    | |
| Sambia                       | 20. Sep.                          | Parlamentswahlen | 5              | 2006        |                                                                    | |
| Frankreich                   | 25. Sep.                          | |                |             |                                                                    | |
| Saudi-Arabien                | Oktober                           | Kommunalwahlen |                |             |                                                                    | |
| Kanada                       | 3. Okt.                           | Parlamentswahl in der Provinz Prince Edward Island | 4              | 2007        | Direktwahl                                                         | |
| Kanada                       | 6. Okt.                           | Parlamentswahl in der Provinz Ontario | 4              | 2007        | Direktwahl                                                         | |
| Kamerun                      | 9. Okt.                           | Präsidentschaftswahl in Kamerun |                |             |                                                                    | |
| Luxemburg                    | 9. Okt.                           | Kommunalwahlen | 6              | 2005        | Proporzwahl oder Majorzwahl                                        | |
| Frankreich                   | 9. Okt.                           | Offene Präsidentschaftskandidaten-Vorwahlen der Sozialisten |                |             |                                                                    | |
| Polen                        | 9. Okt.                           | Parlamentswahl in Polen | 4              | 2007        | Verhältniswahl                                                     | siehe Artikel Sejm |
| Portugal                     | 9. Okt.                           | Regionalwahl in Madeira | 4              | 2007        | Verhältniswahl                                                     | |
| Liberia                      | 11. Okt.                          | Präsidentschafts- und Parlamentswahl in Liberia |                | 2005        |                                                                    | |
| Frankreich                   | 16. Okt.                          | Stichwahl der offenen Präsidentschaftskandidaten-Vorwahlen der Sozialisten |                |             |                                                                    | |
| Bolivien                     | 16. Okt.                          | Wahl der Richter des Verfassungsgerichts, des Obersten Gerichtshofs, des Umweltgerichtshofs und der Mitglieder des Consejo de la Magistratura |                | erstmals    | Direktwahl                                                         | |
| Argentinien                  | 23. Okt.                          | Parlamentswahlen (Abgeordnetenkammer und Senat) | 4, 6           | 2009        | Verhältniswahl                                                     | Erneuerung der Hälfte der Abgeordneten und eines Drittels der Senatoren |
| Argentinien                  | 23. Okt.                          | Präsidentschaftswahl | 4              | 2007        | Direktwahl                                                         | Stichwahl (falls nötig) am 20. November |
| Bulgarien                    | 23. Okt.                          | Präsidentschaftswahl | 5              | 2006        | Direktwahl                                                         | Stichwahl am 30. Oktober |
| Schweiz                      | 23. Okt.                          | Parlamentswahlen (Nationalrat und Ständerat) | 4              | 2007        | Proporzwahl (20 Kantone) oder Majorzwahl (6 Kantone)               | zusammen mit der Wahl des Ständerates (in den Kantonen Jura und Neuenburg als Proporzwahl, in allen anderen Kantonen als Majorzwahl)                                                                                                |
| Tunesien                     | 23. Okt.                          | Wahlen zur verfassungsgebenden Versammlung |                |             |                                                                    | |
| Irland                       | 27. Okt.                          | Präsidentschaftswahlen |                |             |                                                                    | |
| Bulgarien                    | 30. Okt.                          | Stichwahl der Präsidentschaftswahl | 5              | 2006        | Direktwahl                                                         | |
| Kolumbien                    | 30. Okt.                          | Kommunalwahlen in Kolumbien |                |             |                                                                    | |
| Kirgisistan                  | 30. Okt.                          | Präsidentschaftswahl in Kirgisistan |                |             |                                                                    | |
| Guatemala                    | 6. Nov.                           | Stichwahl der Präsidentschaftswahl in Guatemala | 4              | 2007        |                                                                    | |
| Nicaragua                    | 6. Nov.                           | Präsidentschaftswahl |                |             |                                                                    | |
| Liberia                      | 8. Nov.                           | Stichwahl der Präsidentschaftswahl |                |             |                                                                    | |
| Schweiz                      | 13. Nov.                          | Wahlen zum Großen Rat und Staatsrat des Kantons Freiburg | 5              | 2006        | Direktwahl                                                         | |
| Südossetien                  | 13. Nov.                          | Präsidentschaftswahl in Südossetien |                |             |                                                                    | |
| Spanien                      | 20. Nov.                          | Parlamentswahl in Spanien | 4              | 2008        | Verhältniswahl (Congreso) Mehrheitswahl (Senado)                   | |
| Gambia                       | 24. Nov.                          | Präsidentschaftswahl |                |             |                                                                    | |
| Marokko                      | 25. Nov.                          | Parlamentswahl in Marokko |                | 2007        |                                                                    | |
| Neuseeland                   | 26. Nov.                          | Unterhauswahl in Neuseeland |                | 2008        |                                                                    | |
| Deutschland                  | 27. Nov.                          | Volksabstimmung zu Stuttgart 21 in Baden-Württemberg |                |             |                                                                    | |
| Südossetien                  | 27. Nov.                          | Präsidentschafts Stichwahl |                |             |                                                                    | |
| Ägypten                      | 28. Nov.                          | Parlamentswahl |                |             |                                                                    | |
| Demokratische Republik Kongo | 28. Nov.                          | Parlamentswahl | 5              | 2006        | Grabenwahlsystem                                                   | |
| Demokratische Republik Kongo | 28. Nov.                          | Präsidentschaftswahl | 5              | 2006        | Direktwahl                                                         | |
| Mauretanien                  | November                          | Parlamentswahlen |                |             |                                                                    | verschoben auf 2012 |
| Gabun                        | Dezember                          | Parlamentswahl |                |             |                                                                    | |
| Kroatien                     | 4. Dez.                           | Parlamentswahl in Kroatien | 4              | 2007        |                                                                    | |
| Russland                     | 4. Dez.                           | Parlamentswahl in Russland |                | 2007        |                                                                    | |
| Slowenien                    | 4. Dez.                           | Parlamentswahl in Slowenien |                |             |                                                                    | |
| Elfenbeinküste               | 11. Dez.                          | Parlamentswahl in der Elfenbeinküste |                | 2000/2001   |                                                                    | |
| Transnistrien                | 11. Dez.                          | Transnistrische Präsidentschaftswahl |                |             | [ 73 ]                                                             | |
| Schweiz                      | 14. Dez.                          | Bundesratswahl | 4              | 2007        |                                                                    | |
| Guinea                       | 29. Dez.                          | Parlamentswahlen |                |             |                                                                    | verschoben auf 2012 |
| Jamaika                      | 29. Dez.                          | Parlamentswahl | 5              | 2007        | Direktwahl                                                         | vorgezogen von 2012 nach vorzeitigem Wechsel des Premierministers |

### Wahlen zu mehreren Terminen
| Staat       | Staat   | Wahl/Abstimmung                     | Kategorie                    |
| ----------- | ------- | ----------------------------------- | ---------------------------- |
| Deutschland | Sachsen | Bürgermeisterwahlen in Sachsen 2011 | Bürgermeisterwahl in Sachsen |